# Simboluri Ku Klux Klan

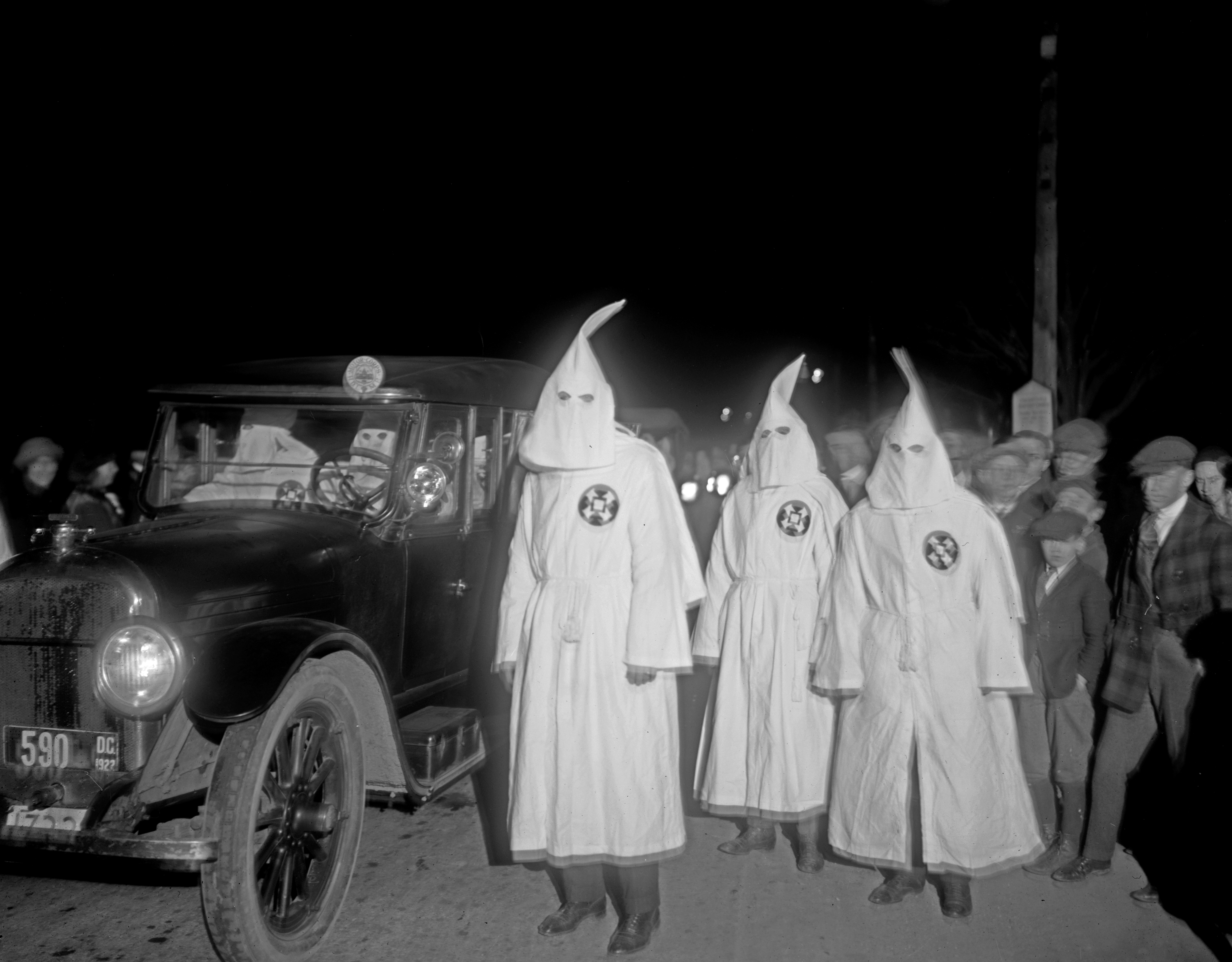
Trei membri Ku Klux Klan în cadrul unei parade în nordul statului Virginia, 1922.

Costumul membrilor Ku Klux Klan reprezintă cel mai cunoscut aspect al organizației și este recunoscut la nivel internațional. Uniforma a fost popularizată pe parcursul celui de-al doilea Klan între 1915 și 1944. Aceasta este formată dintr-o robă de culoare albă (decorată de obicei cu un petic rotund în mijlocul căruia există o cruce) și un acoperământ alb de formă conică care acoperă fața celui care îl poartă. Rolul costumului este acela de a ascunde identitatea purtătorului și de a-i oferi acestuia un aspect intimidant. Culoarea robei depinde de grup și de regiune.

## Istoric
Originea costumelor este necunoscută. Uniforme asemănătoare au fost utilizate încă din secolul XV în cadrul ceremoniilor din Săptămâna Mare unde simbolizau actul de penitență. În Spania și în fostele sale colonii, printre care și părți din Statele Unite, scufia de formă conică era numită „capirote”. Exceptând asemănarea superficială, aceasta nu are nicio legătură cu Ku Klux Klanul.
Surse regionale precizează că făurirea uniformei a fost cauzată de observarea credințelor religioase ale afro-americanilor (precum Santeria sau Voodoo). Conștienți de obsesia persoanelor de culoare față de spirite și de morți, fondatorii KKK au creat un costum de „fantomă” prin intermediul căruia să-i terorizeze pe afro-americanii superstițioși. Dovezi care susțin această origine sunt în mare parte transmise pe tradiție orală; prin urmare, nu se știe cât de autentică este informația. 
Filmul Nașterea unei națiuni este considerat ca reprezentând paradigma unor elemente din protocolul celui de-al doilea Ku Klux Klan (înființat în 1915). Totuși, filmul prezintă o varietate de costume: de exemplu, unii membrii nu utilizează acoperământul de formă conică.
Robele membrilor KKK din secolul XIX erau de culori diferite. Standardizarea a fost realizată în secolul XX de către cel de-al doilea Klan când culoarea albă a fost aleasă ca fiind reprezentativă pentru organizație. Pe parcursul secolului XX, grupurile asociate Ku Klux Klanului au creat o varietate imensă de robe. Unele dintre acestea utilizează diferite culori pentru diferite ranguri.
În timp ce unele grupuri folosesc doar robe de culoare albă, altele utilizează o varietate de culori care sunt asignate de obicei următoarelor funcții:
- Violet (sau uneori albastru) - Imperial Wizard
- Verde (sau uneori roșu) - Grand Dragon
- Roșu purpuriu - Great Titan
- Auriu - Exalted Cyclops
- Negru - Knighthawk
- Roșu - Kleagle

Robele Knighthawk sunt în general mai scurte, cei care ocupă această funcție fiind însărcinați cu securitatea.

## Embleme

Emblema organizației Ku Klux Klan.

Insignele Ku Klux Klanului includ o cruce sau o cruce cu o picătură de sânge în mijloc.
M.I.O.A.K. (Mystic Insignia Of A Klansman) este un petic rotund de culoare roșie purtat pe piept în partea stângă a costumului. În interiorul său există un „X” cu câte un „K” în fiecare colț al literei care denotă Knights of the Ku Klux Klan. Conform membrilor KKK, picătura de sânge din centrul crucifixului reprezintă sângele vărsat de Iisus Hristos pe Cruce pentru rasa ariană considerată drept cea aleasă.

## Perioada contemporană
Deși există numeroase grupuri asociate Ku Klux Klanului, o parte din organizațiile succesoare utilizează aceleași costume. Cele mai importante fracțiuni care încă există sunt Imperial Klans of America, The Louisiana White Knights, The Loyal White Knights, The Traditionalist American Knights și Knights of the White Camellia

## Galerie

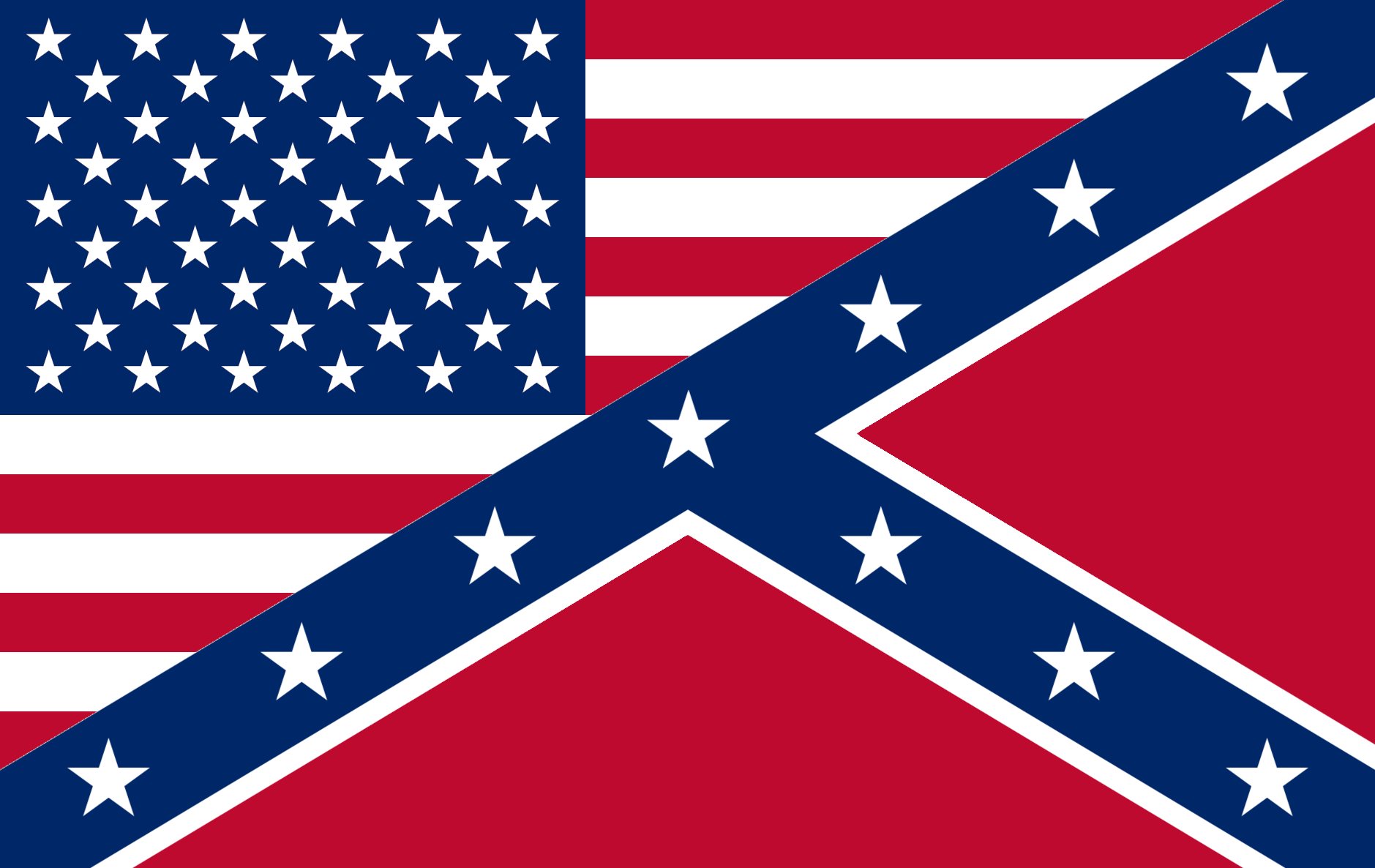
Steagul Ku Klux Klanului. Culoarea roșie simbolizează sângele, albul simbolizează puritatea femeii albe și albastrul simbolizează „libertatea firmamentului”. Stelele reprezintă statele „neînvinse” legate într-o uniune inseparabilă.
Steag al organizației Ku Klux Klan cu celebra emblemă în mijloc.
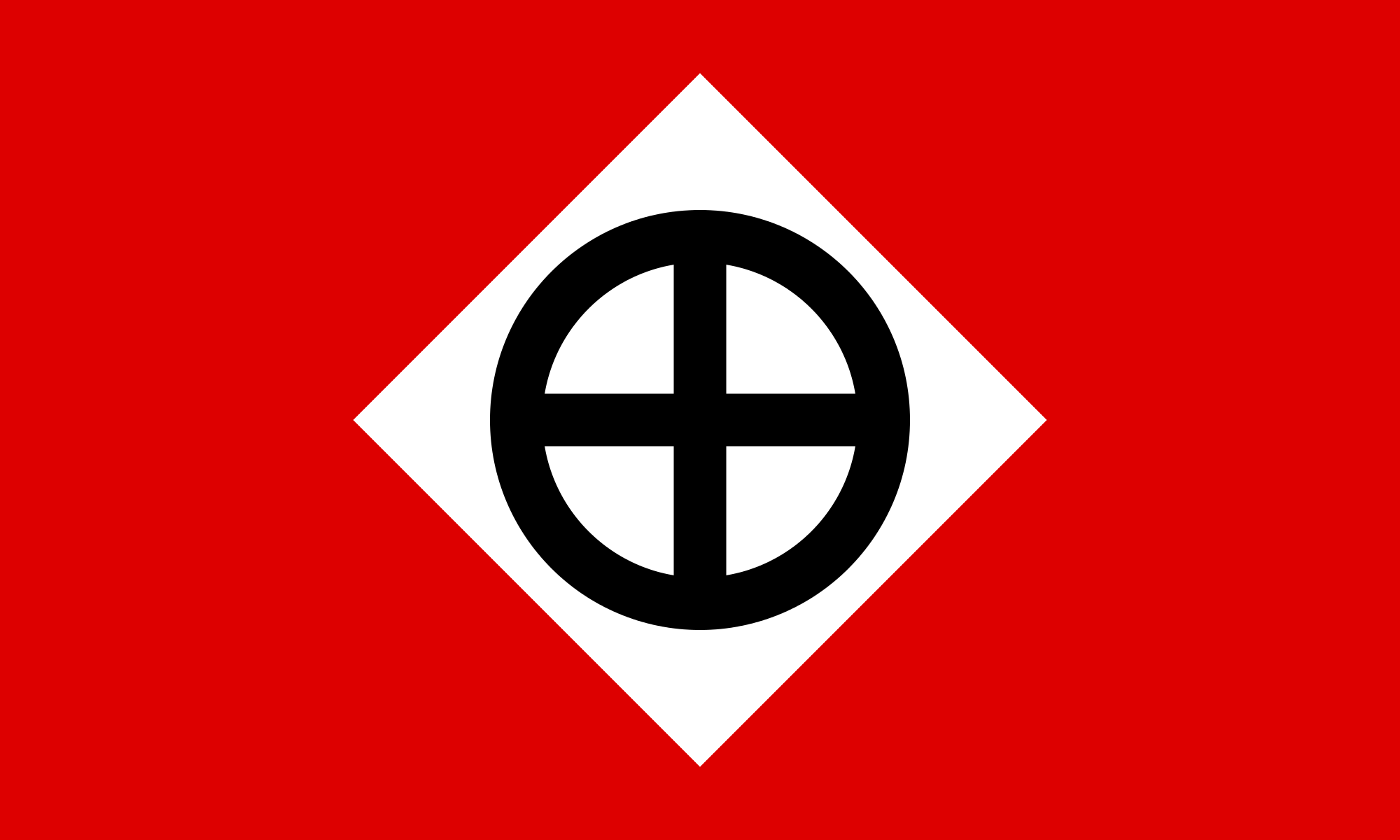
Steagul Knights Party, fracțiunea politică a grupului Knights of the Ku Klux Klan. Se poate observa simbolul crucii celtice în mijlocul steagului.
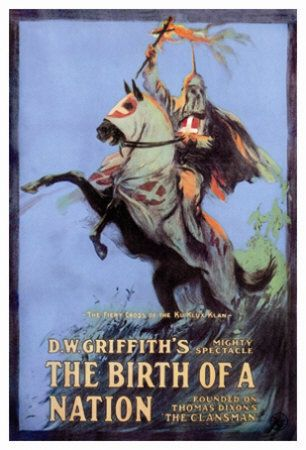
Posterul filmului Nașterea unei națiuni.
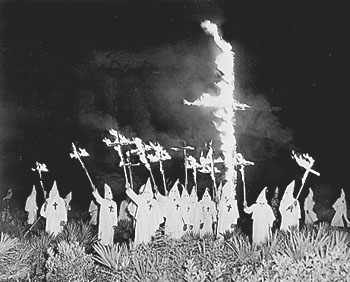
Arderea crucii - unul dintre cele mai cunoscute simboluri asociate cu organizația Ku Klux Klan. O întâlnire a grupului în Gainesville, Florida (31 decembrie 1922)
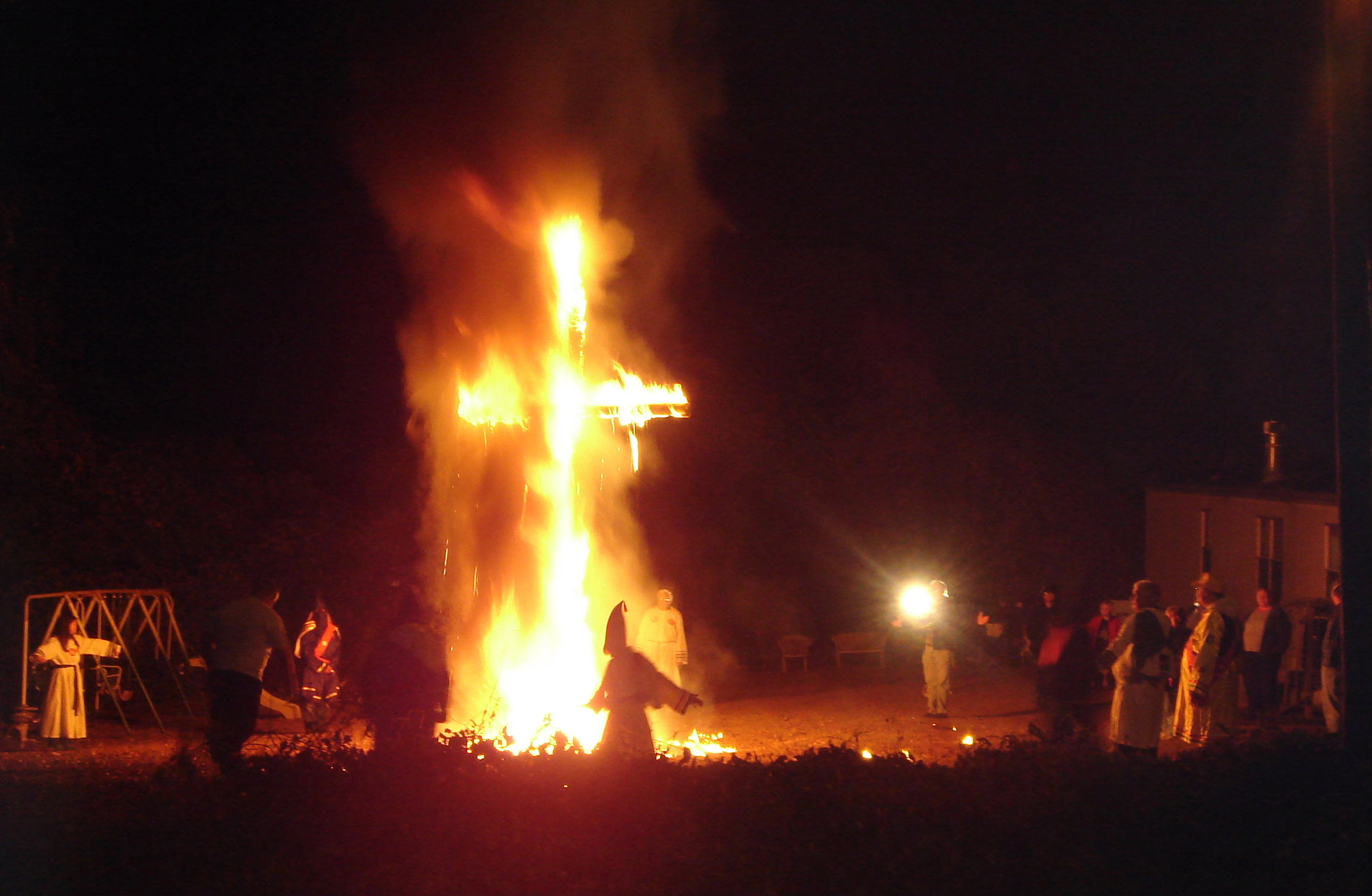
Ceremonia arderii crucii (2005).
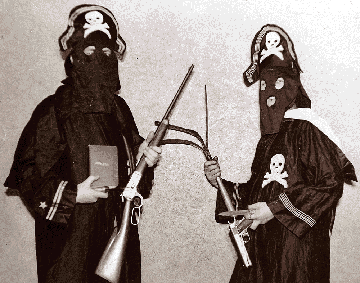
Uniformele de culoare neagră a grupului Black Legion, membri Knighthawk a căror funcție era asigurarea securității.
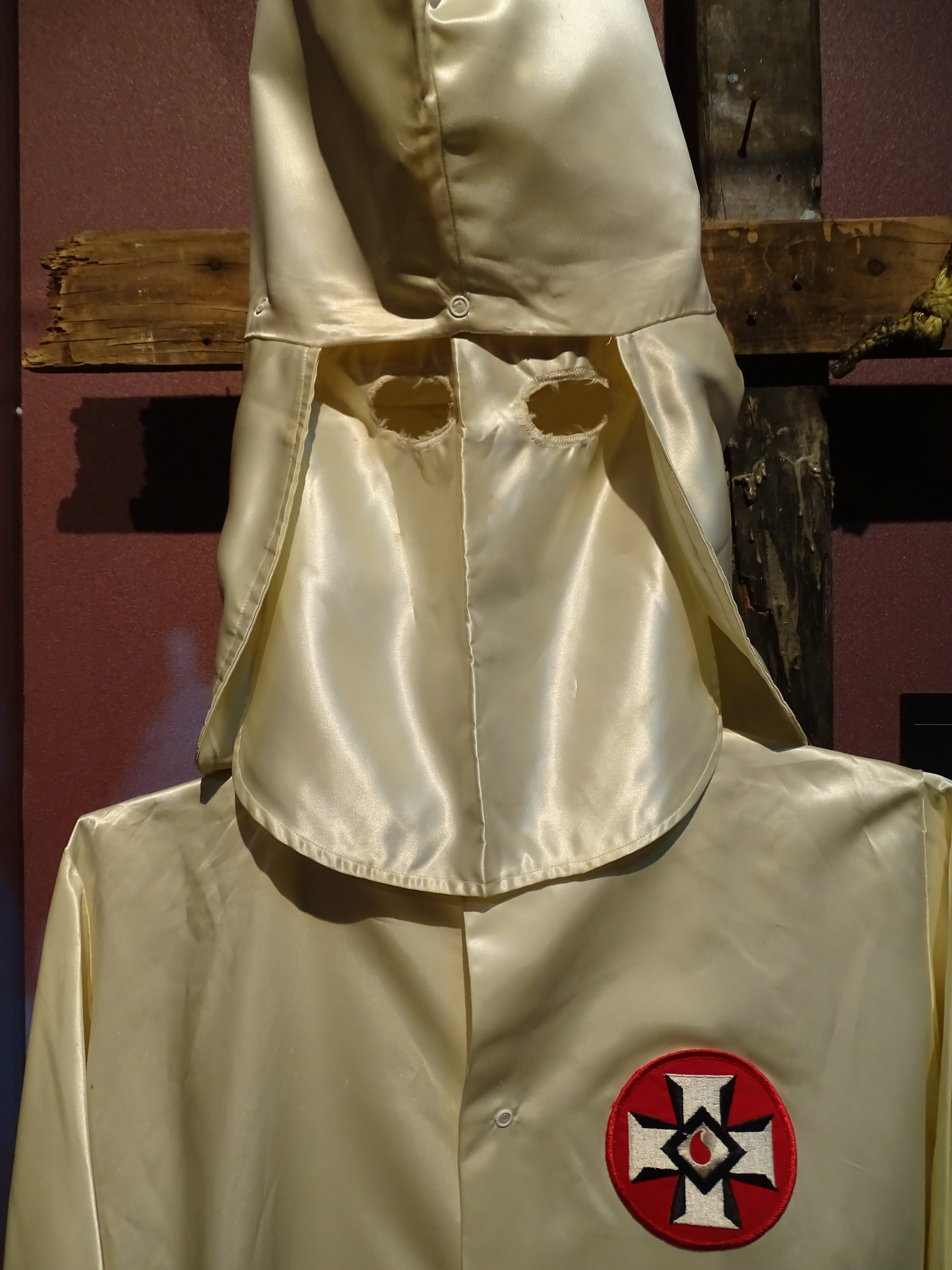
Roba și acoperământul specific membrilor KKK: Se poate observa în partea dreaptă, jos, emblema organizației.
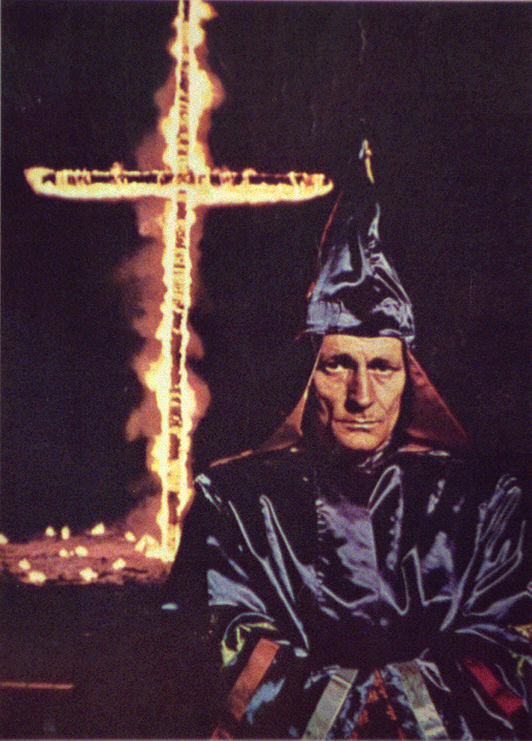
Robert Shelton, Imperial Wizard al Ku Klux Klan în perioada 1961-1987. Se poate observa îmbrăcămintea specifică liderilor organizației.
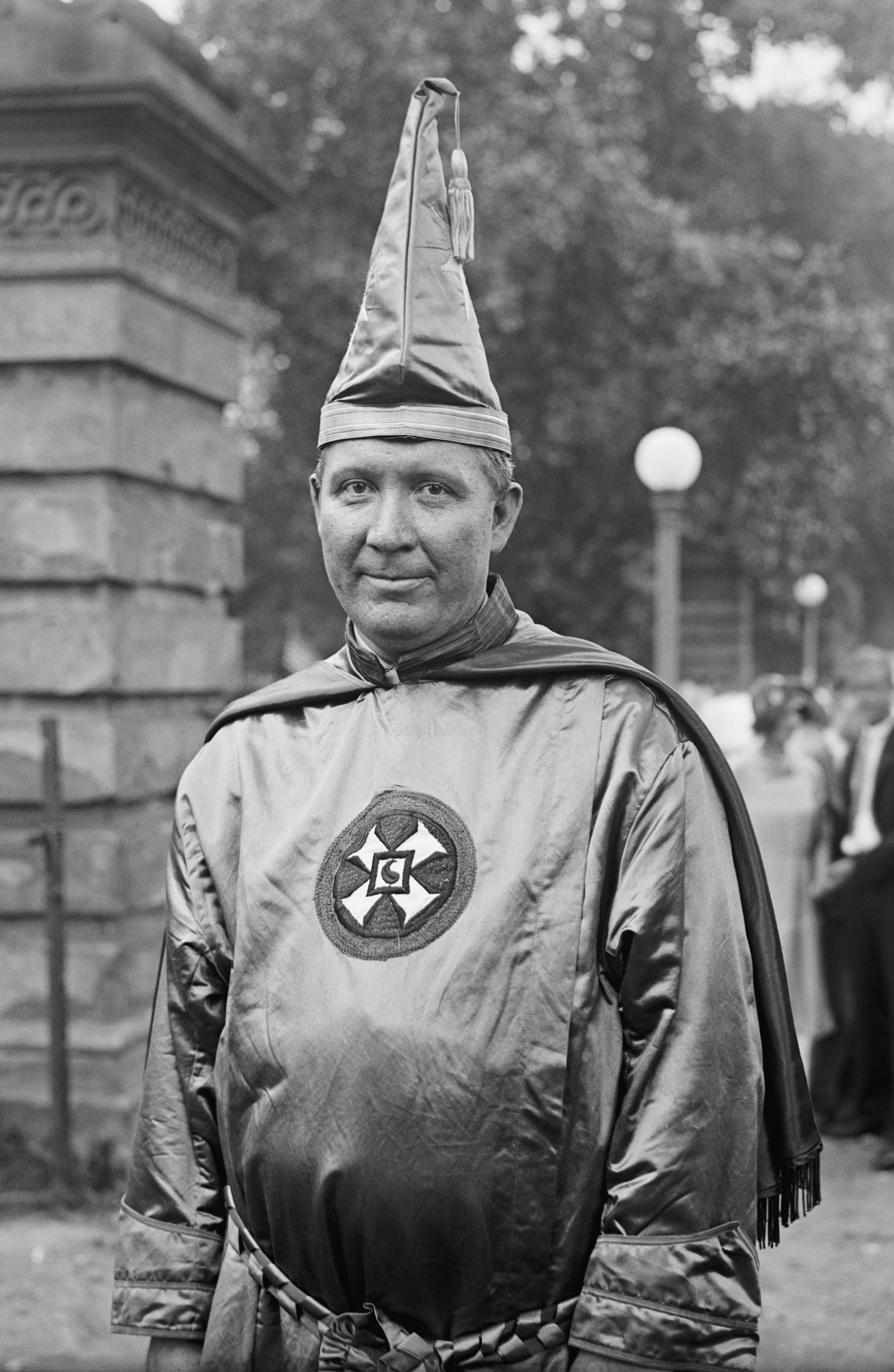
Hiram Wesley Evans, Imperial Wizard în 1925.
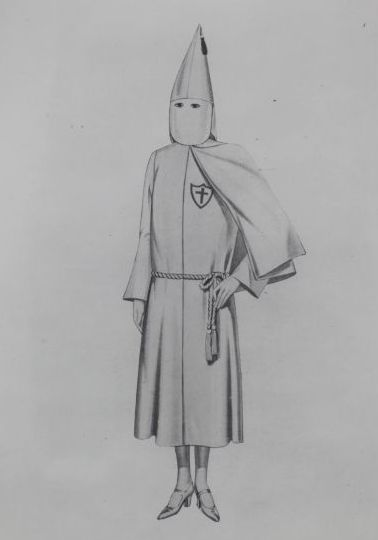
Uniformă pentru femeile din Ku Klux Klan. Imagine preluată dintr-un catalog oficiale de robe și bannere distribuit în Saskatchewan în anii '20 și '30.
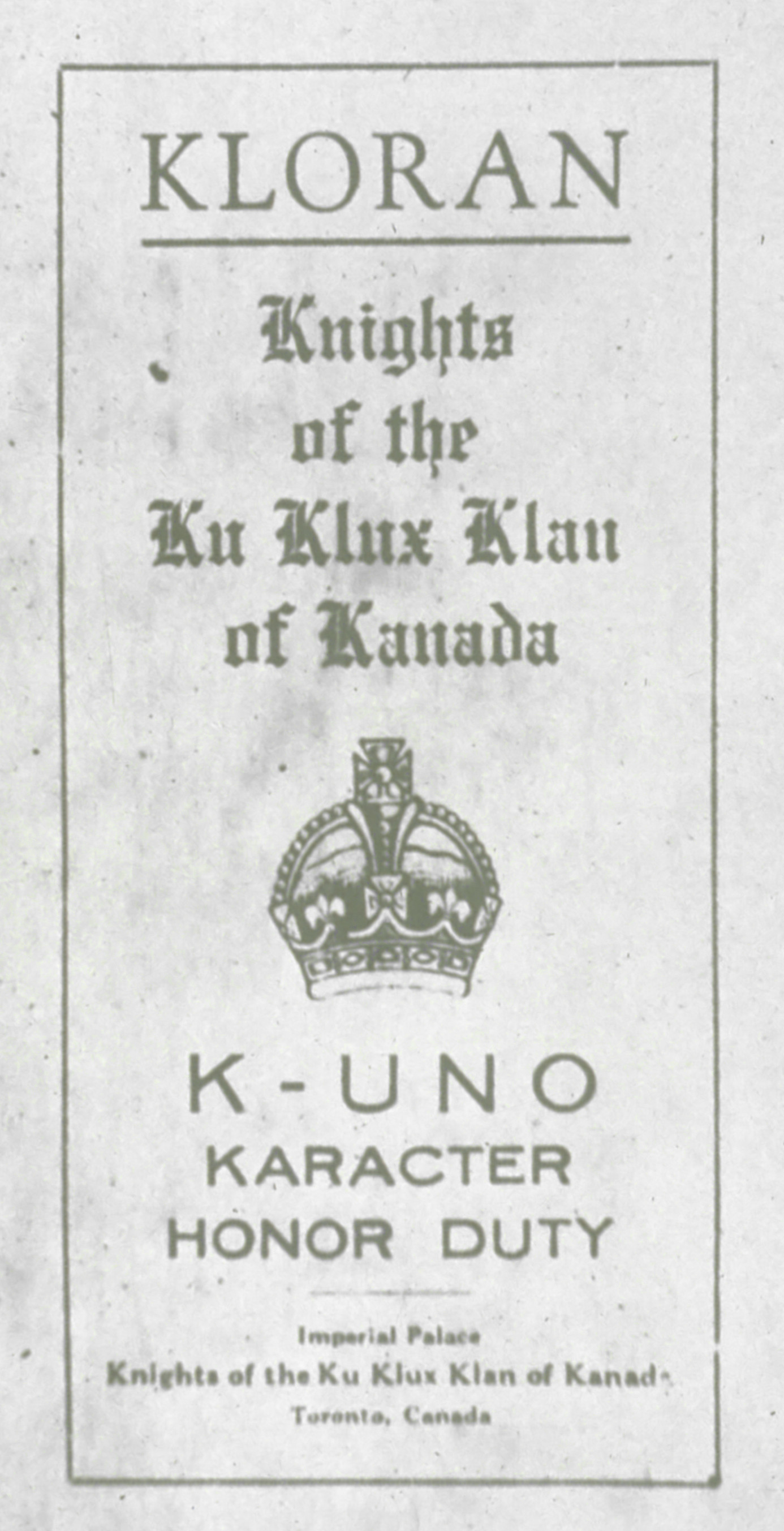
Kloranul, manualul organizației Ku Klux Klan.
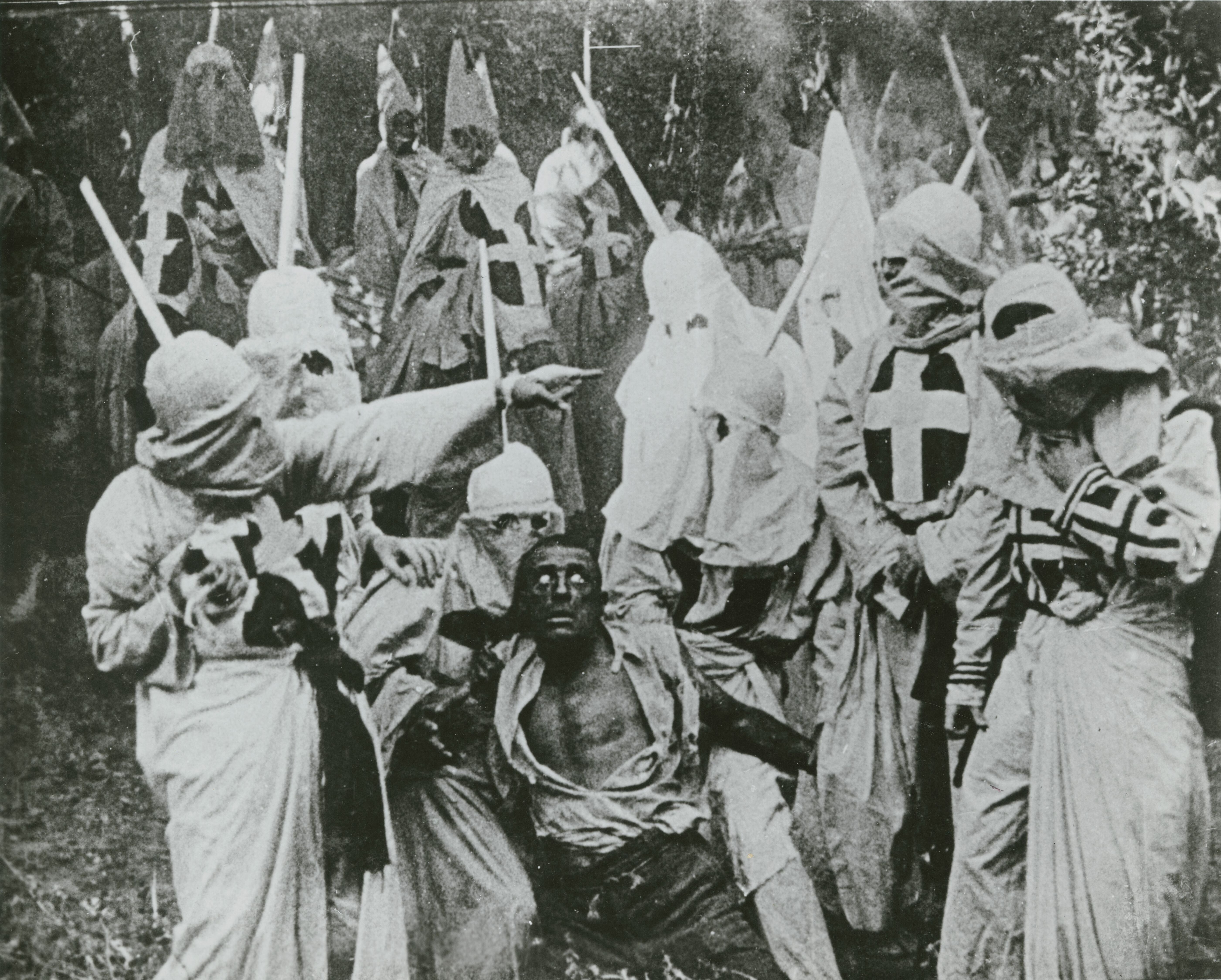
Imagine din filmul Nașterea unei Națiuni în care se pot observa uniformele membrilor; o parte din acestea nu prezintă acoperământul de formă conică.
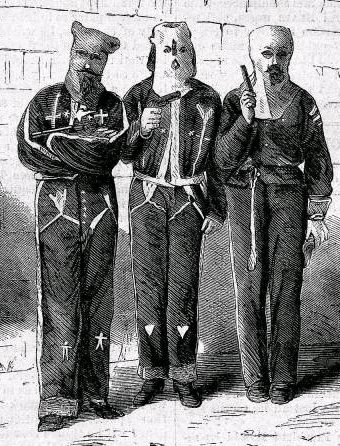
Uniforme KKK, Mississippi, 1872.
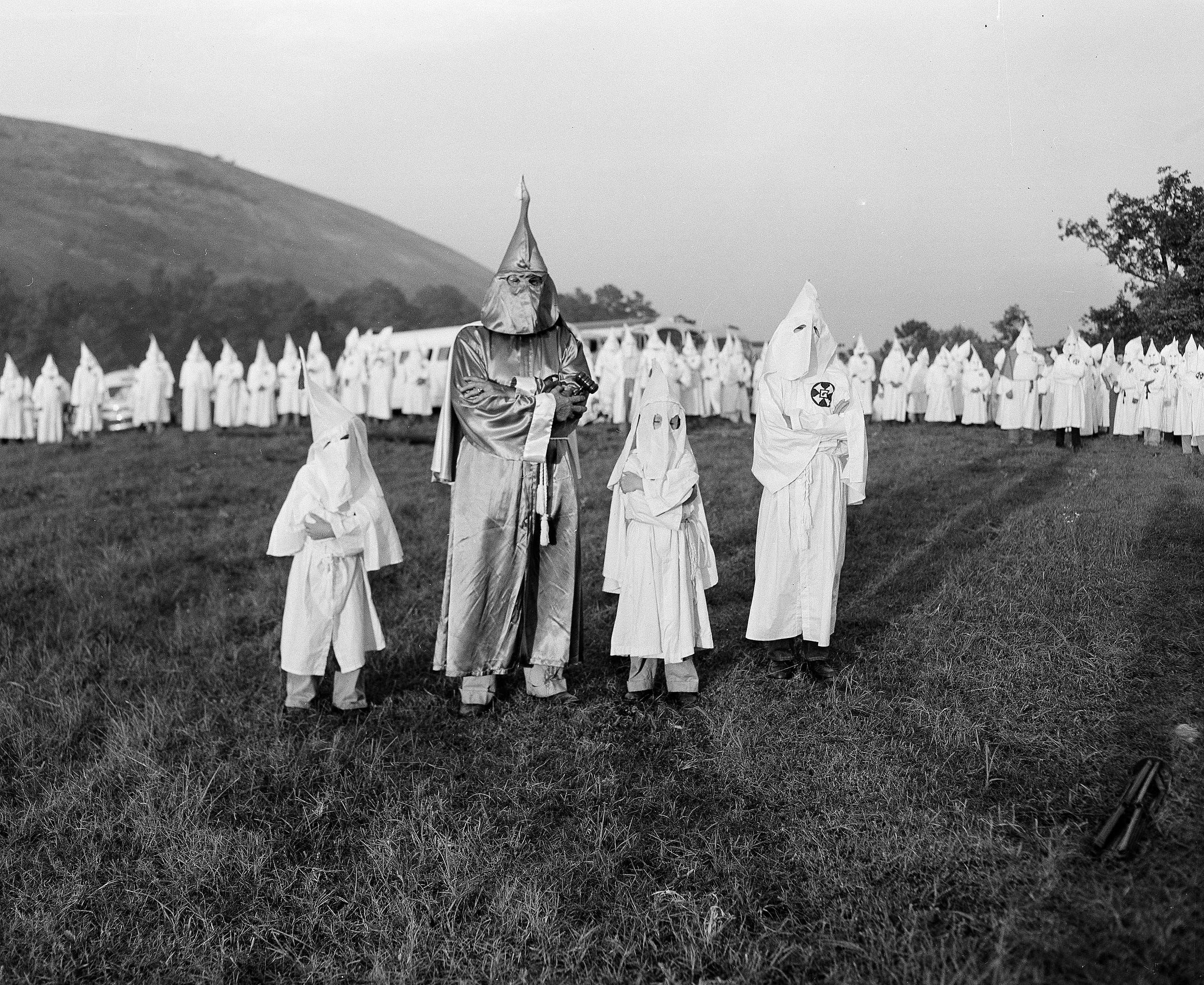
Samuel Green, Grand Dragon al Ku Klux Klan, alături de niște copii în 1948.
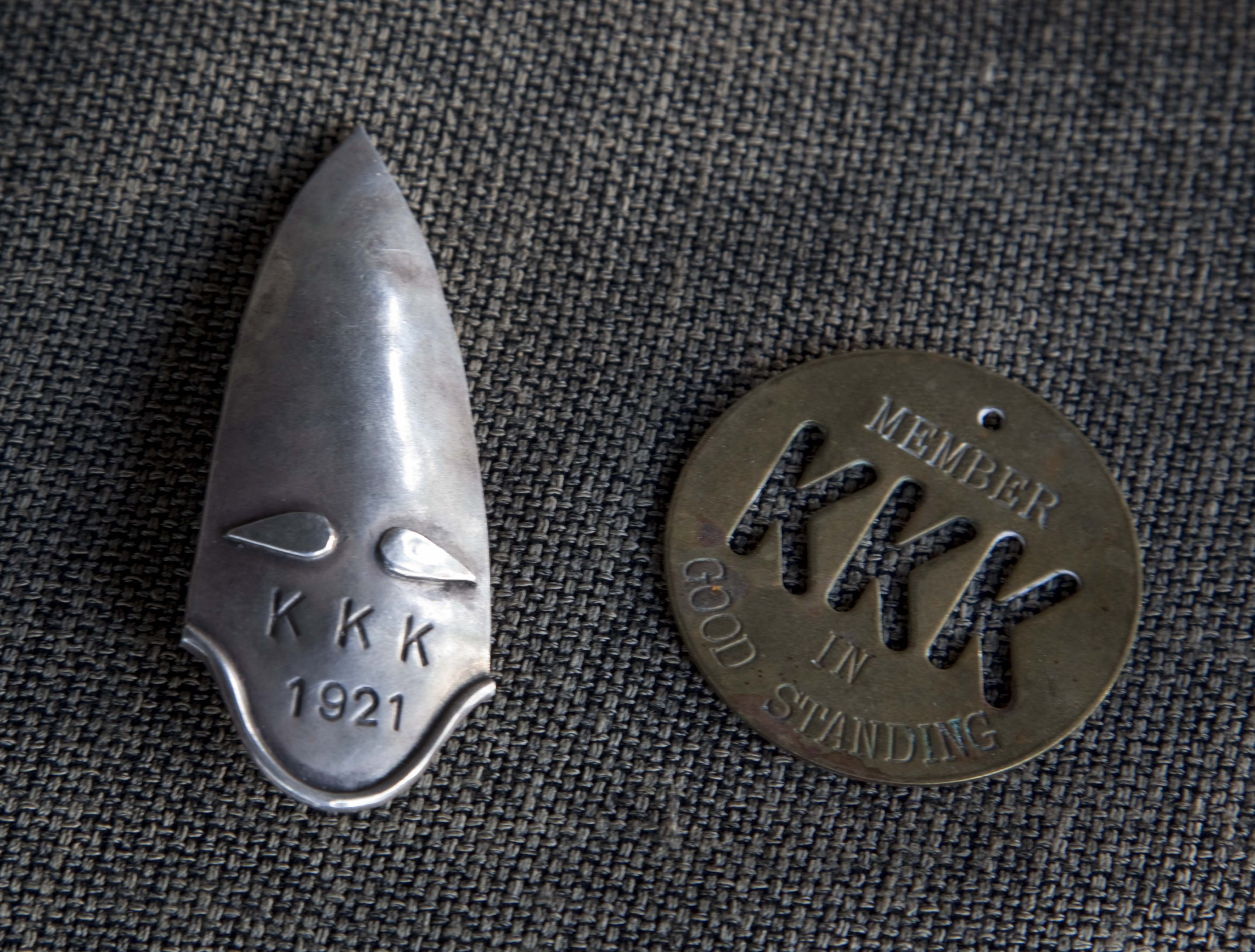
Obiecte din metal create pentru membrii Ku Klux Klan.